# Лесное (Дергачёвский район)
Лесное (укр. Лісне, англ. Lisne) — поселок, Черкасско-Лозовской сельский совет, Дергачёвский район, Харьковская область, Украина.
Население по переписи 2001 года составляло 987 (457/530 м/ж) человек.

## Географическое положение
Посёлок Лесное находится возле транспортной развязки пересечения Харьковской окружной дороги (М-03) и Белгородского шоссе (М-20), в 1-м км от границы города Харькова, рядом с посёлком проходит балка Очеретянка по которой протекает пересыхающий ручей с тремя запрудами (Триозёрье).
Посёлок окружен большим лесным массивом (дуб), вокруг посёлка несколько пионерских лагерей.

## История
- 1699 — год основания.
- В 1951 году в отделении совхоза «13-летие РККА» (ныне посёлок Лесное) было 15 дворов[1].
- В сентябре 2012 года часть поселка (улицы Каразина, Университетская, Пятихатская, Подлесная, переулки Подлесный и Университетский) была включена в границы города Харькова.[2]

### Этнический состав
В поселке Лесном по переписи населения 2001 года проживало 51,37 % украинцев и 36,1 % россиян..

## Экономика
- В селе есть молочно-товарная ферма, машинно-тракторные мастерские.
- Пасека.
- Оздоровительный комплекс «Лесная Тропинка».
- Оздоровительный комплекс «Солнечная Поляна».
- Оздоровительный комплекс «Юность».
- Магазин «Крамниця домашних продуктов»
- Оздоровительный комплекс «Крамниця здоровья»

## Объекты социальной сферы
- Детский сад.
- Библиотека.
- Стадион.
- Фельдшерско-акушерский пункт.
- Школа танцев в «Крамница Здоровья».
- Коттеджный поселок «Лесное».
- Ландшафтный парк «Feldman Ecopark»

- Медпункт и библиотека
- Детская площадка и магазин
- Гостиница для домашних животных «Теремок»

## Религия
- Храм Сретения Господня.
- Детская воскресная школа на территории «Крамница Здоровья»

- Строительство церкви (апрель 2013)